# Крозан
Крозан (фр. Crozant) насеље је и општина у централној Француској у региону Лимузен, у департману Крез која припада префектури Гере.
По подацима из 2011. године у општини је живело 510 становника, а густина насељености је износила 16,71 становника/km². Општина се простире на површини од 30,52 km². Налази се на средњој надморској висини од 277 метара (максималној 367 m, а минималној 197 m).

## Демографија
| 1962. | 1968. | 1975. | 1982. | 1990. | 1999. | 2011. |
| ----- | ----- | ----- | ----- | ----- | ----- | ----- |
| 909   | 929   | 862   | 732   | 636   | 581   | 510   |

График промене броја становника у току последњих година